# Deserto da Líbia

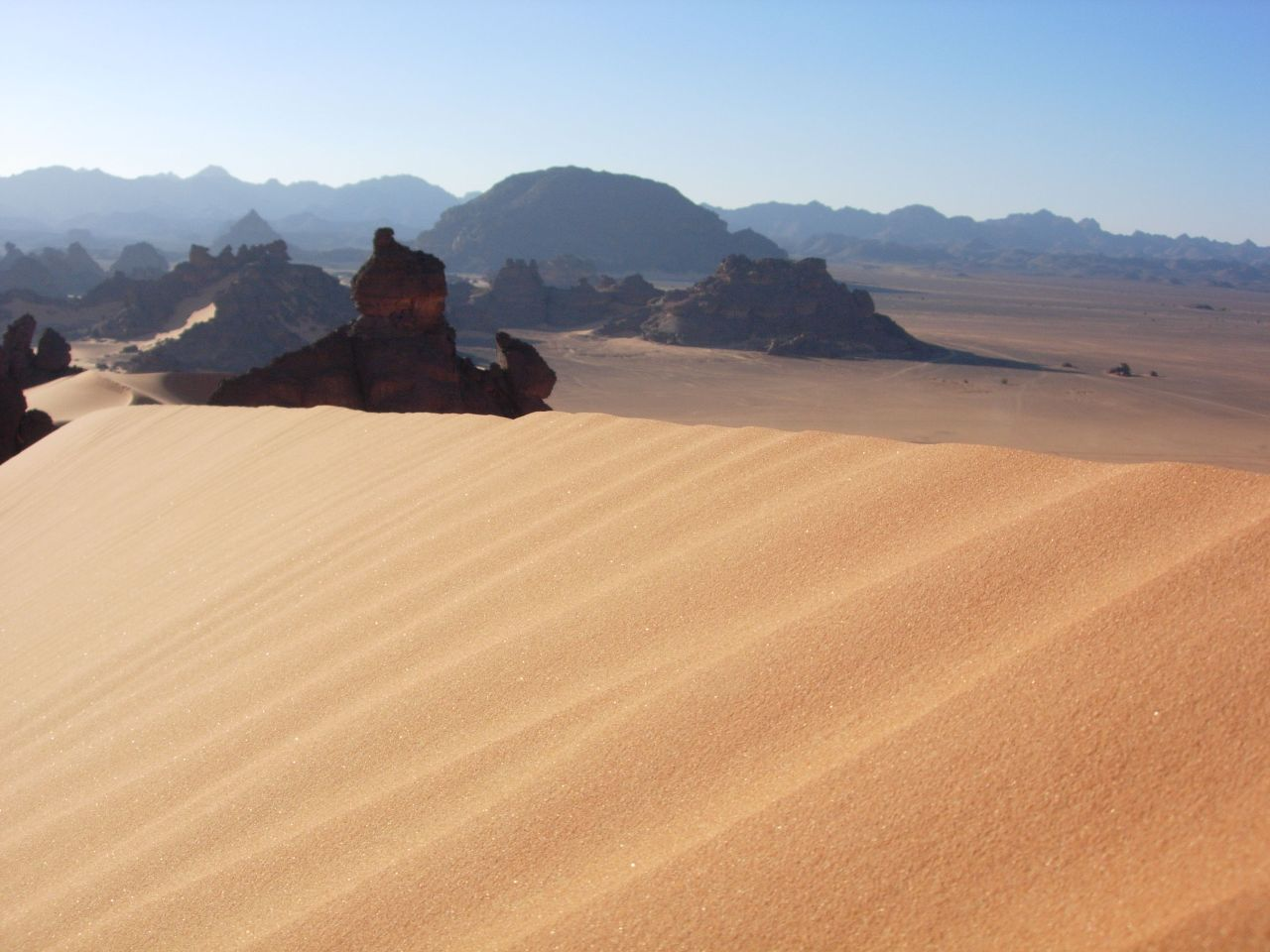
Paisagem do Deserto da Líbia.

O Deserto da Líbia é um deserto africano que está localizado ao norte e leste do deserto do Saara e ocupa o sudoeste do Egito, leste da Líbia e noroeste do Sudão. Abrange uma área de aproximadamente 1 100 000 km² e tem mais ou menos a forma de um retângulo no mapa.
Este deserto é formado praticamente apenas de areia e rocha plana, e é habitado pelos Senussis. A vida selvagem predominante são serpentes terrestres e escorpiões.
Há, em muitas partes do deserto, grandes depressões e não há rios ou córregos que drenam para dentro ou para fora da área.
Existem oito importantes depressões no deserto da Líbia, e todas são considerados oásis, com exceção das menores, Qattara, por exemplo, porque suas águas são salgadas. Limitado a produção agrícola, a presença de alguns recursos naturais, e assentamentos permanentes são encontrados nas outras sete depressões, as quais têm a água doce fornecidos pelo Nilo ou pelos locais subterrâneos.

## A depressão de Qattara
A depressão de Qattara, que contém o segundo ponto mais baixo da África, é de aproximadamente 15 000 km² e é em grande parte abaixo do nível do mar (o seu ponto mais baixo está 133 metros abaixo do nível do mar). A inabitada depressão de Qattara é formada por sermão, sapais (um tipo de pântano) e lagoas de coco.

## O Gilf Kebir
O planalto de Gilf Kebir tem cerca de 300 metros acima da planície geral. Ele é praticamente igual à Suíça em tamanho. Há muitas crateras inundadas. A parte nordeste, separada da outra metade por um vale amplo chamado de Gap tem um solo muito quebrado, e suporta três grandes rios com vegetação.
O Gilf Kebir contém a cratera de Kebira, com 950 metros, uma das maiores do mundo.

## Os "Mares de Areia"
Os três "Mares de Areia", que contêm dunas até 110 metros de altura e que abrangem cerca de um quarto da região, são:
- Mar de areia egípcio;
- Mar de areia Kalansho;
- Mar de areia Ribiana.